# مکماهونز پوینت
مکماهونز پوینت (به انگلیسی: McMahons Point) یک حومه شهر در استرالیا است که در North Sydney Council واقع شده‌است.